# Economía de Baréin
Con un sistema de telecomunicaciones y transportes bien desarrollado, Baréin es sede de diversas empresas con negocios en la región del Golfo Pérsico. El petróleo es responsable por 70% de las rentas del gobierno, 60% de las exportaciones y el 11% del producto interno bruto.

## Historia

Una representación proporcional de las exportaciones de Baréin, 2019

Baréin fue el primer país del Golfo Pérsico en comenzar a explotar sus yacimientos petrolíferos de Yébel Dukhan y Abu Sa'fah, a partir de 1932 junto con la refinería de Awali con una capacidad de 12 millones de toneladas. Este desarrollo junto con la industria tradicional para la construcción, cerámica y loza así como la pesca fueron el sustento económico de la primera mitad del siglo XX. 
Una vez llegados los años setenta el aumento del precio del petróleo unido al descubrimiento del agotamiento de las reservas llevó a la creación de grandes planes de industrialización, atrayendo a nueva inversión internacional y ofreciendo gas natural a precios muy competitivos. Ello desembocó en una fuerte industrialización, en especial industria pesada muy intensiva en energía como es el aluminio de la mano de la empresa Aluminium Bahrein (ALBA) que se ha consolidado como la mayor productora de Oriente Próximo; junto a ella se conformó una gran estructura industrial con sectores como el acero, la construcción naval y la industria petroquímica.
Por ello genera algo más del 40% del PIB y emplea al 25% de la población.